# Leichtathletik-Europameisterschaften 1969/110 m Hürden der Männer

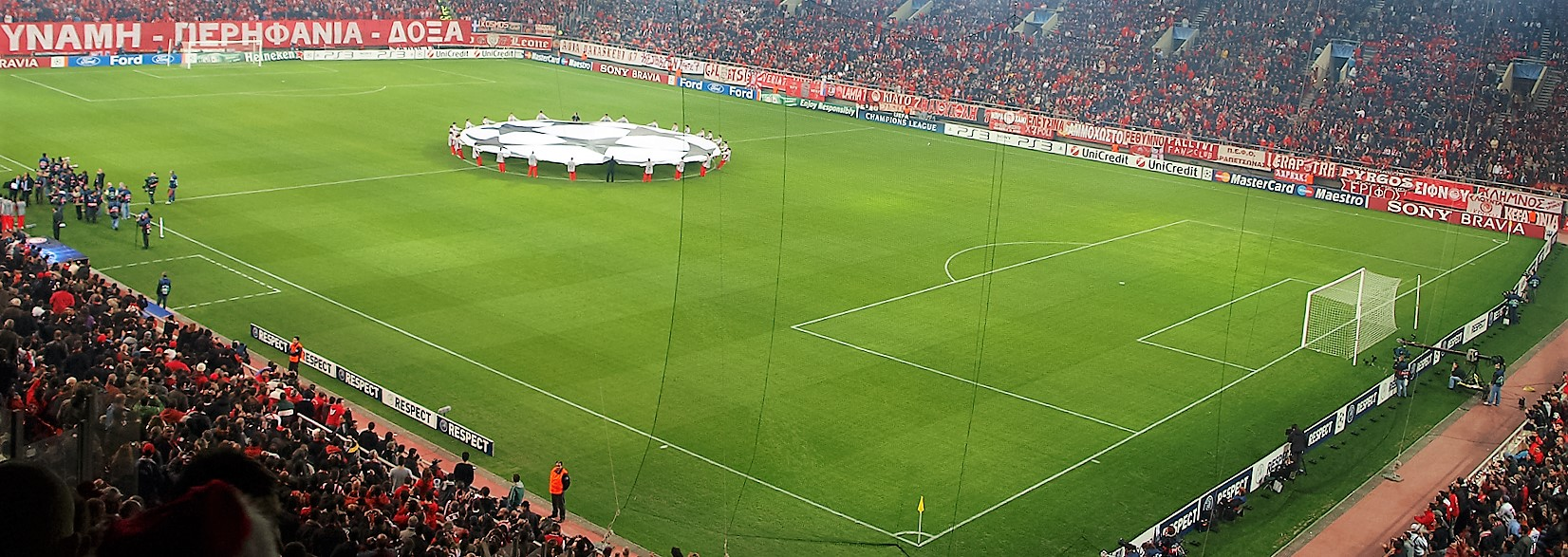
Das Karaiskakis-Stadion im Jahr 2009

Der 110-Meter-Hürdenlauf der Männer bei den Leichtathletik-Europameisterschaften 1969 wurde vom 18. bis 20. September 1969 im Athener Karaiskakis-Stadion ausgetragen.
Mit Silber und Bronze gab es in diesem Wettbewerb zwei Medaillen für die britischen Hürdensprinter. Europameister wurde der italienische Titelverteidiger und Olympiadritte von 1968 Eddy Ottoz. Er gewann vor dem Olympiasieger über 400 Meter Hürden von 1968 David Hemery. Bronze ging an Alan Pascoe.

## Rekorde

### Bestehende Rekorde
| Weltrekord   | 13,2 s | Martin Lauer     | Zürich, Schweiz                 | 7. Juli 1959      |
| Weltrekord   | 13,2 s | Lee Calhoun      | Bern, Schweiz                   | 21. August 1960   |
| Weltrekord   | 13,2 s | Earl McCullouch  | Minneapolis, USA                | 16. Juli 1967     |
| Weltrekord   | 13,2 s | Willie Davenport | Zürich, Schweiz                 | 4. Juli 1969      |
| Europarekord | 13,2 s | Martin Lauer     | Zürich, Schweiz                 | 7. Juli 1959      |
| EM-Rekord    | 13,7 s | Martin Lauer     | EM Stockholm, Schweden, Finale  | 24. August 1958   |
| EM-Rekord    | 13,7 s | Eddy Ottoz       | EM Budapest, Ungarn, Halbfinale | 3. September 1966 |
| EM-Rekord    | 13,7 s | Eddy Ottoz       | EM Budapest, Ungarn, Finale     | 4. September 1966 |

### Rekordverbesserung
Der italienische Europameister Eddy Ottoz verbesserte den bestehenden Meisterschaftsrekord im Finale am 20. September bei Windstille um zwei Zehntelsekunden auf 13,5 s. Zum Welt- und Europarekord fehlten ihm drei Zehntelsekunden.

## Vorrunde
18. September 1969, 17.00 Uhr
Die Vorrunde wurde in vier Läufen durchgeführt. Die ersten vier Athleten pro Lauf – hellblau unterlegt – qualifizierten sich für das Halbfinale.

### Vorlauf 1
Wind: −2,8 m/s
| Platz | Name             | Nation         | Zeit (s) |
| ----- | ---------------- | -------------- | -------- |
| 1     | Guy Drut         | Frankreich     | 14,0     |
| 2     | Alan Pascoe      | Großbritannien | 14,3     |
| 3     | Kjellfred Weum   | Norwegen       | 14,5     |
| 4     | Marco Acerbi     | Italien        | 14,6     |
| 5     | Wilfried Geeroms | Belgien        | 14,6     |
| 6     | Ari Salin        | Finnland       | 14,7     |

### Vorlauf 2

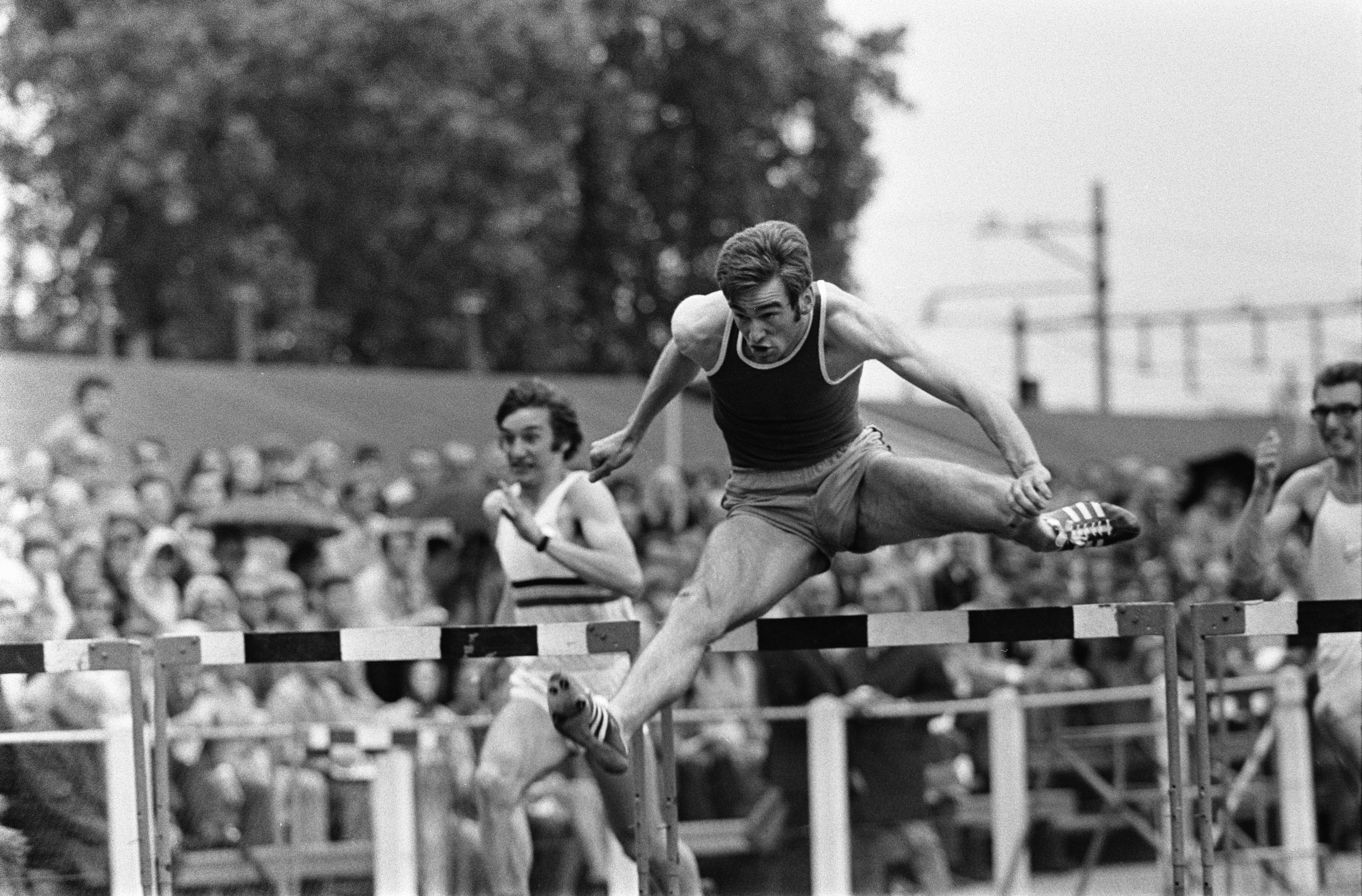
Als Siebter seines Rennens schied
Hans van Enkhuizen im Vorlauf aus

Wind: −2,4 m/s
| Platz | Name               | Nation      | Zeit (s) |
| ----- | ------------------ | ----------- | -------- |
| 1     | Eddy Ottoz         | Italien     | 13,8     |
| 2     | Håkon Fimland      | Finnland    | 14,2     |
| 3     | Nicolae Pertea     | Rumänien    | 14,3     |
| 4     | Marek Jóźwik       | Polen       | 14,3     |
| 5     | Wiktor Balichin    | Sowjetunion | 14,5     |
| 6     | Jean-Pierre Corval | Frankreich  | 14,5     |
| 7     | Hans van Enkhuizen | Niederlande | 15,2     |

### Vorlauf 3
Wind: −2,8 m/s
| Platz | Name                 | Nation         | Zeit (s) |
| ----- | -------------------- | -------------- | -------- |
| 1     | David Hemery         | Großbritannien | 13,8     |
| 2     | Werner Kuhn          | Schweiz        | 14,1     |
| 3     | Frank Siebeck        | DDR            | 14,1     |
| 4     | Sergio Liani         | Italien        | 14,2     |
| 5     | Athanasios Lazaridis | Griechenland   | 14,5     |
| 6     | Alberto Matos        | Portugal       | 14,6     |

### Vorlauf 4
Wind: −2,6 m/s
| Platz | Name              | Nation           | Zeit (s) |
| ----- | ----------------- | ---------------- | -------- |
| 1     | Pierre Schoebel   | Frankreich       | 14,2     |
| 2     | Raimund Bethge    | DDR              | 14,3     |
| 3     | Bo Forssander     | Schweden         | 14,5     |
| 4     | Lubomír Nádeníček | Tschechoslowakei | 14,6     |
| 5     | Stuart Storey     | Großbritannien   | 14,7     |

## Halbfinale
19. September 1969, 18.10 Uhr
In den beiden Halbfinalläufen qualifizierten sich die jeweils ersten vier Athleten – hellblau unterlegt – für das Finale.

### Lauf 1

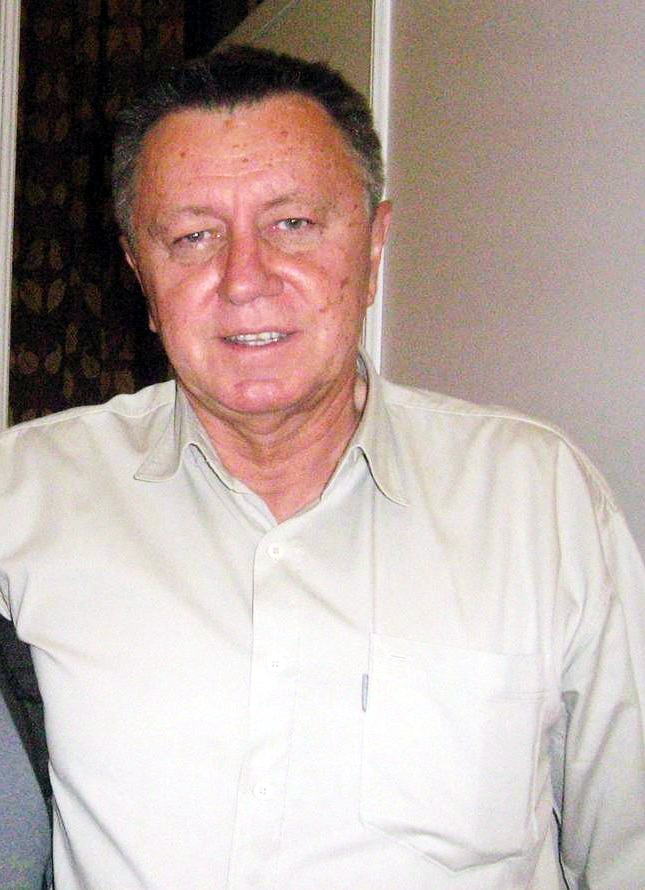
Marek Jóźwik (hier im Jahr 2008) erreichte mit seinem siebten Platz im Halbfinale nicht den Endlauf

Wind: −1,2 m/s
| Platz | Name            | Nation         | Zeit (s) |
| ----- | --------------- | -------------- | -------- |
| 1     | Eddy Ottoz      | Italien        | 13,9     |
| 2     | Alan Pascoe     | Großbritannien | 14,0     |
| 3     | Pierre Schoebel | Frankreich     | 14,0     |
| 4     | Kjellfred Weum  | Norwegen       | 14,1     |
| 5     | Frank Siebeck   | DDR            | 14,1     |
| 6     | Werner Kuhn     | Schweiz        | 14,1     |
| 7     | Marek Jóźwik    | Polen          | 14,4     |
| 8     | Marco Acerbi    | Italien        | 14,5     |

### Lauf 2
Wind: −1,2 m/s
| Platz | Name              | Nation           | Zeit (s) |
| ----- | ----------------- | ---------------- | -------- |
| 1     | David Hemery      | Großbritannien   | 13,8     |
| 2     | Guy Drut          | Frankreich       | 13,8     |
| 3     | Raimund Bethge    | DDR              | 14,1     |
| 4     | Sergio Liani      | Italien          | 14,1     |
| 5     | Håkon Fimland     | Finnland         | 14,2     |
| 6     | Nicolae Pertea    | Rumänien         | 14,3     |
| 7     | Bo Forssander     | Schweden         | 14,4     |
| 8     | Lubomír Nádeníček | Tschechoslowakei | 14,5     |

## Finale

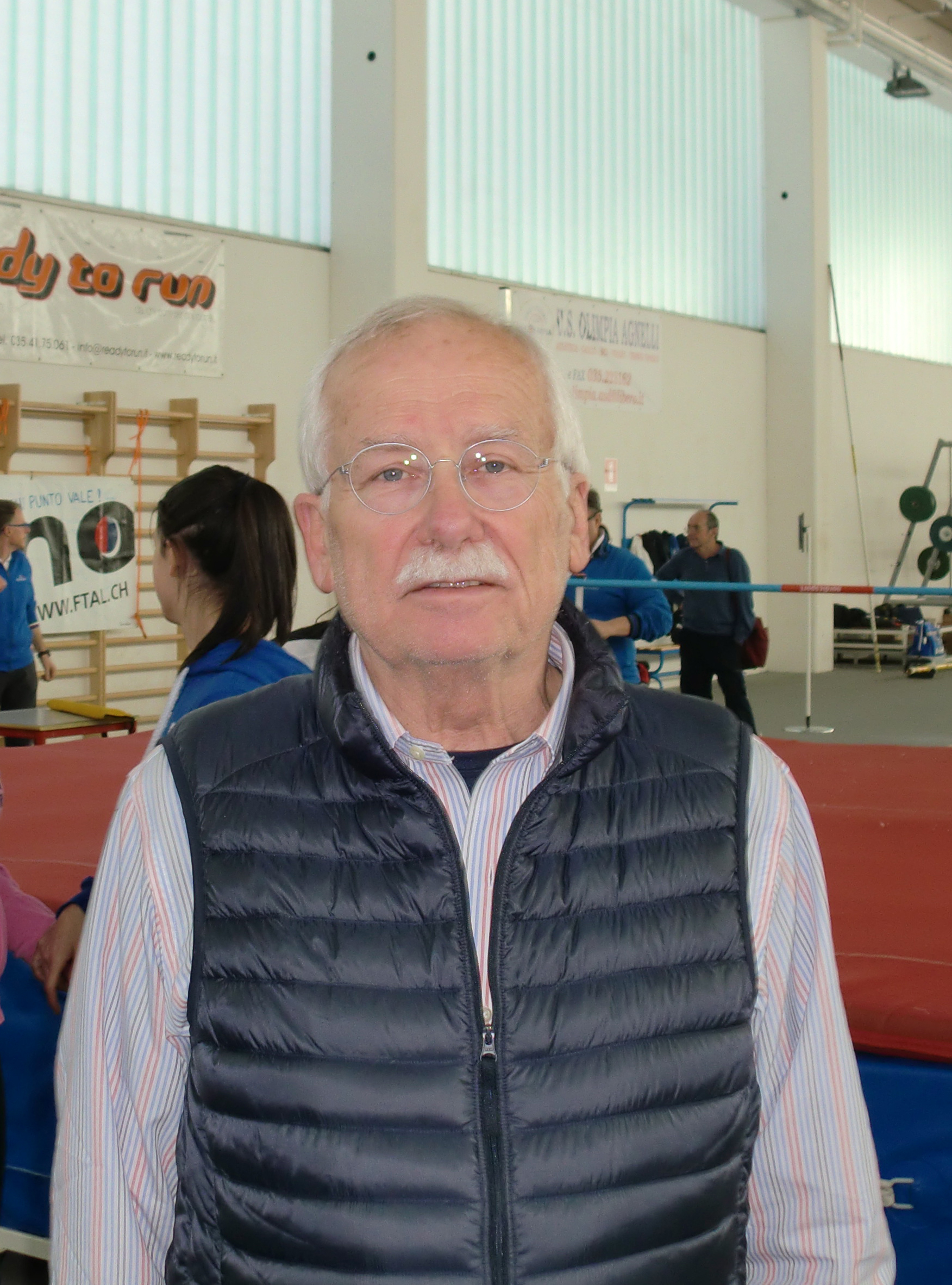
Eddy Ottoz (hier im Jahr 2019) verteidigte als Olympiadritter von 1968 seinen EM-Titel

20. September 1969, 18.45 Uhr
Wind: ±0,0 m/s
| Platz | Name            | Nation         | Offizielle Zeit (s) handgestoppt | Inoffizielle Zeit (s) elektronisch |
| 1     | Eddy Ottoz      | Italien        | 13,5 CR                          | 13,59                              |
| 2     | David Hemery    | Großbritannien | 13,7000                          | 13,74                              |
| 3     | Alan Pascoe     | Großbritannien | 13,9000                          | 13,94                              |
| 4     | Guy Drut        | Frankreich     | 14,0000                          | 14,08                              |
| 5     | Raimund Bethge  | DDR            | 14,1000                          | 14,10                              |
| 6     | Pierre Schoebel | Frankreich     | 14,1000                          | 14,10                              |
| 7     | Kjellfred Weum  | Norwegen       | 14,1000                          | 14,18                              |
| 8     | Sergio Liani    | Italien        | 14,1000                          | 14,19                              |

## Videolinks
- ATENE 1969 OTTOZ.avi, youtube.com, abgerufen am 21. Juli 2022
- European Athletics Finals (1969), Bereich: 4:03 min bis 4:12 min, youtube.com, abgerufen am 21. Juli 2022